# Миjа Николај
Мичаја Николај (хол. Michaja Nicolaï; Амстердам, 7. март 1996), професионално позната као Мија Николај, холандска је певачица, текстосписатељица и глумица. Она ће представљати Холандију на Песми Евровизије 2023, заједно са Дионом Купером .
Николај је рођена 7. марта 1996. у Амстердаму као друга ћерка адвоката и политичара Партије за животиње Петера Николаја и музичарке и композиторке Маринке Николај-Крилове, рођене у Русији. Почела је да похађа часове драме и балета са три године. Према њеним речима, ово је изазвало интересовање за музику, што је на крају довело до тога да је почела да похађа часове клавира и виолине.

## Каријера

### 2018–2022: Први синглови
Године 2018, Ницолај је објавила свој први сингл, обраду песме америчког композитора Глена Милера At Last. Године 2020. објавила је Set Me Free и Mutual Needs, од којих је потоња представљена у радио емисији Ди-џеја Зејна Лоуа. Године 2021. објавила је два сингла, People Pleaser и Dream Go.

### 2023: Песма Евровизије
Дана 1. новембра 2022. холандски емитер AVROTROS је објавио да ће Николај представљати Холандију на Песми Евровизије 2023, заједно са Дионом Купером. Николај је упознала Купера 2020. године када је холандски учесник Евровизије и победник Песма Евровизије 2019. Данкан Лоренс, заједно са Лоренсовим партнером Џорданом Гарфилдом, упарили њих двоје. Истог дана када је саопштено, откривен је унос у немачкој музичкој бази података ГЕМА, Chasing Highs, за који се спекулисало да је њихова песма за Евровизију, иако AVROTROS то није потврдио.

## Лични живот и уметност
Николај је живела у Лондону, Мелбурну и Њујорку, пре него што се настанила у Лос Анђелесу 2022. Навела је енглеског певача Дејвида Боувија као једног од њених главних уметничких утицаја.

## Дискографија

### Синглови
| Наслов         | Година |
| -------------- | ------ |
|                | 2018.  |
|                | 2020.  |
|                |        |
|                | 2021.  |
|                |        |
|                | 2022.  |
| (и Дион Купер) | 2023.  |